# Peter Skinner

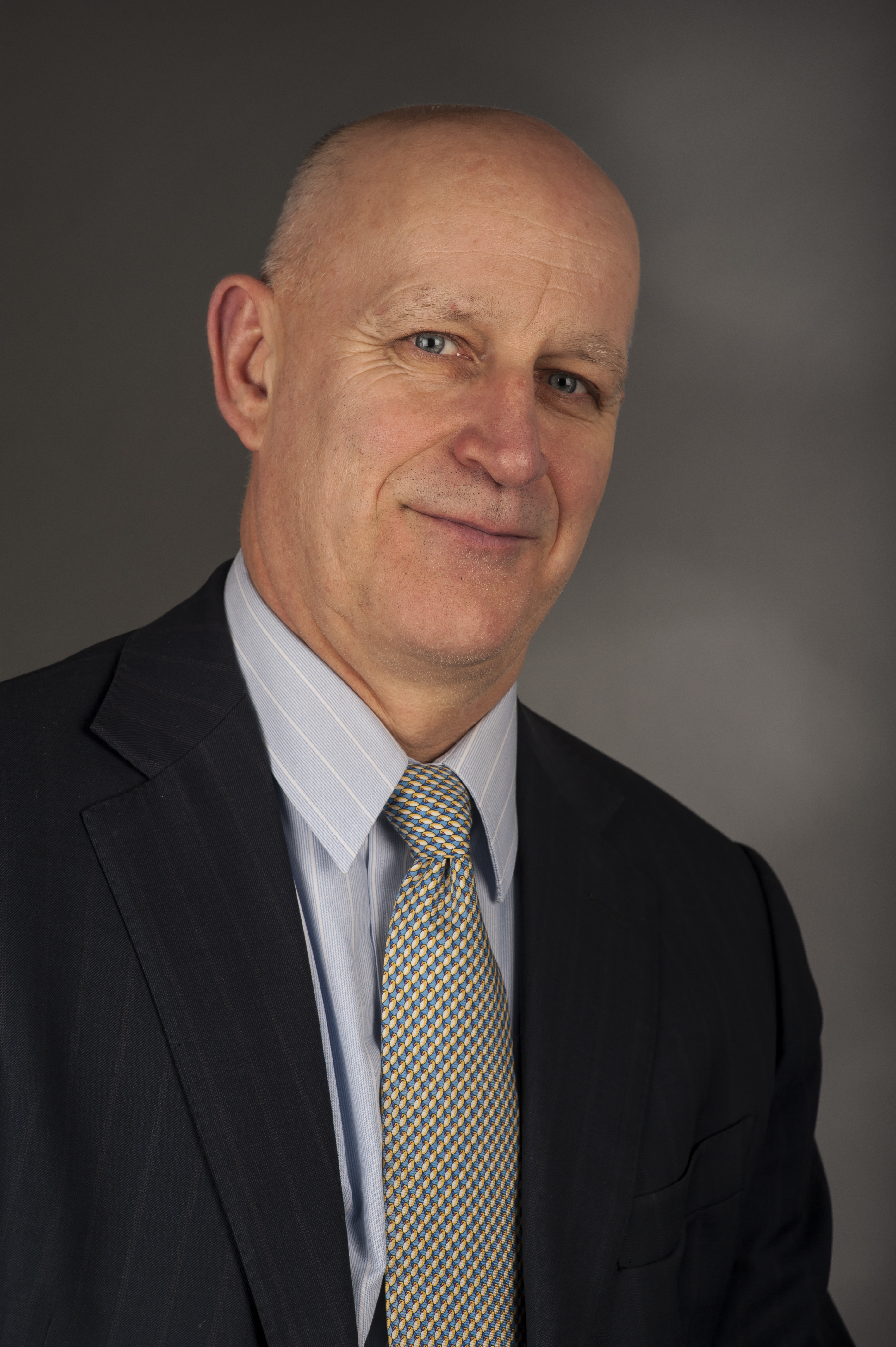
Peter Skinner 2014

Peter Skinner (* 1. Juni 1959 in Oxford) ist ein ehemaliger britischer Politiker der Labour Party.

## Leben
Skinner studierte Wirtschafts- und Politikwissenschaften an der Bradford University. Nach seinem Studium war Skinner als Hochschullehrer am North West Kent College of Technology und an der University of Greenwich tätig.  Von 1994 bis 2014 war Skinner Abgeordneter im Europäischen Parlament.